# قتود (المهرة)

تعديل مصدري - تعديل

قتود هي إحدى قرى عزلة سيحوت بمديرية سيحوت التابعة لمحافظة المهرة، بلغ تعداد سكانها 70 نسمة حسب تعداد اليمن لعام 2004.